# Vangelo armeno dell'infanzia
Il Vangelo armeno dell'infanzia è un Vangelo apocrifo pervenutoci in lingua armena i cui manoscritti sono stati fatti conoscere per la prima volta, integralmente, da padre Isaia Daietsi nel 1828, in due diverse stesure. Ambedue i manoscritti sono recenti e conservati nella biblioteca dei monaci mechitaristi, uno di essi risale al 1824 ed è copia, scritta a mano da padre G.Esaican, di un codice più antico andato poi distrutto in quanto considerata opera eretica . Questo vangelo apocrifo costituisce in sostanza un corposo e prolisso ampliamento degli eventi dell'infanzia di Gesù narrati negli altri vangeli dell'infanzia, integrati da materiale leggendario di provenienza dalla tradizione armena. Mette in particolare in risalto l'aspetto umano di Gesù tradendone un'origine monofisita di cui venne accusata ingiustamente la Chiesa apostolica armena dopo il rifiuto del Concilio di Calcedonia.

## Autore e data
A differenza della maggior parte dei testi apocrifi il Vangelo Armeno dell'infanzia non presenta alcuna attribuzione esplicita. Questo può essere ricondotto alla consapevolezza che ne aveva l'autore di un lavoro di revisione e ampliamento del materiale precedente, senza alcuna pretesa di autorevolezza.
Come datazione dello scritto sono proposte dagli studiosi diverse datazioni: si va dal IV secolo al XII secolo. L'esame dei manoscritti pervenutici non aiuta a risolvere la questione: sono tutti recenti, risalendo all'indietro al massimo al XIX secolo. Ci sono pervenuti a dire il vero altri manoscritti più antichi contenenti singoli episodi, ma non è definibile chiaramente se queste leggende siano state tratte dal Vangelo Armeno o se questo abbia redazionato in un'unica narrazione i racconti precedenti.
L'ambiente nel quale sono state compilate le singole leggende e la redazione finale è comunque con sicurezza identificabile nella tradizione monofisita tipica del cristianesimo armeno.

## Tradizione manoscritta
I principali manoscritti usati per la stesura del testo del Vangelo Armeno dell'infanzia sono:
- A - Venezia, Bibl. dei mechitaristi, ms 298 del 1824.
- B - Venezia, Bibl. dei mechitaristi, più antico.
- E - convento di Echmiadzin, del 1666, parziale.
- M1 - miscellanea armena, anteriore al 1700, parziale.
- M2 - miscellanea armena, data ignota, parziale.
- M3 - miscellanea armena, del 1538, parziale.

## Contenuto
I 28 capitoli del Vangelo armeno dell'infanzia, molto più ampi degli omologhi degli altri apocrifi, possono essere così suddivisi in base al contenuto:

### Nascita di Maria, presentazione al tempio, annunciazione
- 1. Espulsione di Gioacchino dal tempio perché sterile. Fugge nel deserto. Un angelo appare a Gioacchino, gli promette una discendenza e gli dice di tornare. Un angelo appare ad Anna, le promette una discendenza e le annuncia il ritorno di Gioacchino.
- 2. Gioacchino al tempio sgozza un agnello per il sacrificio ma ne esce latte invece di sangue. Nascita di Maria l'8 settembre. Primi anni di Maria.
- 3. Maria a 3 anni portata al tempio per vivere con altre giovinette. A 15 anni morte del sommo sacerdote Eleazaro ed elezione di Zaccaria, figlio di Barachia, marito di Elisabetta. Anche lui però è sterile e prega per ottenere un figlio.
- 4. Scelta dello sposo per Maria e per altre 11 vergini, chiamata di tutti i celibi. Scrivono il loro nome su tavolette e rivengono consegnate a loro col nome delle 12 vergini. A Giuseppe spetta Maria. Mentre gli è resa la tavoletta ne esce una colomba. Maria tesse per il tempio.
- 5. Annunciazione a Maria presso la fontana. Fugge in casa, seconda annunciazione. "Il Verbo di Dio penetrò in lei attraverso l'orecchio". Annunciazione mercoledì 6 aprile all'ora terza (=9 a.m). Un angelo appare ai re magi, 3 fratelli: Melkon re dei Persiani, Balthasar re degli Indiani; Gaspar re degli Arabi. Partono. Gravidanza di Elisabetta 6 mesi prima, il 9 ottobre. Visitazione di Maria a Elisabetta nella città di Juda (o Yuttha). Maria ritorna a casa e sta nascosta per celare la gravidanza.
- 6. Ritorno di Giuseppe a casa e scoperta Maria incinta pensa addolorato a un tradimento. Autodifesa di Maria. Giuseppe decide di abbandonarla.
- 7. Lo scriba Anna scopre la gravidanza di Maria. Giuseppe e Maria costretti dal sommo sacerdote Zaccaria a bere "l'acqua della prova". Decidono di lasciare comunque Gerusalemme.

### Nascita di Gesù
- 8. Censimento di Augusto. Giuseppe parte con Maria, Gesù e il figlio Giuseppe-Ioses. Giovedì 6 gennaio a Betlemme Maria ha le doglie. Si rifugiano in una grotta adibita a stalla. Giuseppe-Ioses rimane con Maria, Giuseppe cerca una levatrice. Il tempo si ferma. Trova una donna, "Eva, la prima madre di tutti gli uomini". Arrivano alla grotta, luce e cori angelici.
- 9. Una donna, Salomè, arriva da Gerusalemme alla grotta. Sua incredulità per la nascita verginale. Avvicina la mano a Maria ma si secca, tocca Gesù e guarisce.
- 10. Adorazione dei magi.
- 11. Il 9 gennaio arrivano con una scorta di 12 000 uomini i Re Magi, 3 fratelli: Melkon re dei Persiani; Gaspar re degli Indi; Balthasar re degli Arabi. Offrono i doni e un libro (l'apocrifo Rivelazione di Seth). Erode li arresta ma un terremoto abbatte il suo palazzo. Li rilascia.
- 12. Circoncisione e presentazione di Gesù al tempio, saluto del vecchio Simeone.
- 13. Strage degli innocenti.
- 14. Erode uccide Zaccaria e cerca Elisabetta e Giovanni che si nascondono sulle montagne.

### Fuga da Giuda
- 15. Un angelo in sogno dice a Giuseppe di scappare. Fugge ad Askalon e poi a Hebron, dove rimane 6 mesi. Scappano a Tanis in Egitto e vi rimangono altri 6 mesi. Gesù ha 2 anni. Scappano al Cairo e vi rimangono 4 mesi. Gesù giocando abbraccia un raggio di sole e si fa trasportare giu. Scappano nuovamente a Mesrin. Un idolo parlando annuncia l'arrivo del figlio di un grande re. Vanno in un'altra città e ancora gli idoli annunciano la presenza del figlio del grande re. Gli idoli crollano e uccidono i presenti. Gesù risuscita 182 persone, ma non 109 ministri di Apollo. Lo riconoscono come Dio e guarisce malati. Dimorano in casa di un principe ebreo, Eléazar, padre di Lazzaro, Marta e Maria, in esilio per paura di Erode. Un angelo appare a Giuseppe dicendo che può lasciare l'Egitto. Passano presso il monte Sinai.
- 16. Arrivano a Moab in una città araba. Appena Gesù entra crollano i templi. Gesù guarisce bambini. Giocando Abias figlio di Thamar cade da una terrazza e muore. Gesù accusato lo resuscita.
- 17. Giuseppe va con Maria e Gesù a Sahaprau, in Siria, quando Gesù ha 5 anni e 3 mesi. Gesù getta terra in una fontana e la rende sangue, fa scaturire una sorgente, pesca e accende un fuoco miracolosamente, risuscita un bimbo morto, Moni figlio di Saruhi.
- 18. A 6 anni fuggono nella città di Madiam, in Canaan. Crea un passero dall'argilla, getta in aria polvere e diventa insetti.
- 19. A 7 anni tornano in Israele, nella città di Bothosoron. Giuseppe si presenta al re della città e gli chiede di educare Gesù, che lo invia a Gamaliele.
- 20. Gesù si dimostra più sapiente di Gamaliele nel significato mistico delle lettere. Aiuta Giuseppe ad allargare miracolosamente un trono.
- 21. A 9 anni e 2 mesi arrivano a Tiberiade. Un tintore di nome Israele li ospita. Gesù 'gioca' con dei bimbi e li rende zoppi, ciechi, sordi e poi li guarisce. Trasforma un legno in serpente e una roccia in fuoco. Cammina sull'acqua del mare. Gesù tinge tutte le stoffe di azzurro ma poi le ritinge miracolosamente di vari colori. Per sfuggire al rimprovero di Giuseppe si trasforma in un altro bambino.
- 22. A 10 anni arrivano nella città di Arimatea in Galilea (in realtà è in Giudea). Gesù compie vari miracoli e guarigioni.
- 23. Vanno in un'altra città. Gesù rompe nel pozzo delle brocche, poi le fa galleggiare intatte. Guarisce un ragazzo lebbroso.
- 24. Arrivano a Emmaus, guarisce un quindicenne lebbroso.

### A Nazareth
- 25. A 12 anni un angelo in sogno dice a Giuseppe di stabilirsi a Nazareth. Riconcilia 2 litiganti.
- 26. Gesù guarisce Hiram, un siriano che si converte al Dio altissimo, Padre creatore, e al Figlio e allo Spirito Santo.
- 27. Gesù guarisce un mendicante che si converte alla Trinità.
- 28. Gesù incontra 2 soldati, Khoiratar e Gohartar, del seguito dei magi. Li 'evangelizza'.

## Critica
Circa le fonti, a grandi linee i primi 14 capitoli del Vangelo armeno dell'infanzia contengono quasi tutti gli argomenti del Protovangelo di Giacomo attraverso la mediazione dei cc. 1-15 Vangelo dello pseudo-Matteo. I cc. 15-24 ripropongono la fuga in Egitto presente nei cc. 16-25 del Vangelo dello pseudo-Matteo e nei cc. 9-25 del Vangelo arabo dell'infanzia, ampliandone la peregrinazione anche ad altri territori (Sinai, Moab, Siria, Canaan, Galilea). I capitoli finali (25-28) rappresentano materiale autonomo.
Circa le caratteristiche teologiche della narrazione, in particolare nei dialoghi, traspare una attenzione particolare per la natura divina e ineffabile di Gesù, di sapore tipicamente monofisita. 
Un particolare che risalta nella lettura è la cronologia della nascita di Gesù al 6 gennaio, conformemente alla tradizione orientale, diversa dalla tradizionale datazione occidentale al 25 dicembre. Il nome dei 3 re Magi, ingenuamente identificati come 3 fratelli re dei principali popoli dell'oriente (Persia, India, Arabia), non rappresenta un elemento originale: già nel V secolo è documentata ad Alessandria d'Egitto la tradizione che li nomina, senza alcun fondamento storico, Caspar, Melchior e Balthasar. Occorre notare che altre tradizioni cristiane (copta, persiana) hanno attribuito loro nomi diversi.